# Marisa Del Frate
Marisa Del Frate (Rome, 11 maart 1931 – aldaar, 6 februari 2015) was een Italiaans actrice en zangeres.

## Levensloop en carrière
Del Frate werd bekend in 1957 op het Festival van Napels. In 1958 nam ze deel aan het Festival van San Remo. Dat jaar won Domenico Modugno. Vanaf 1961 speelde ze in de populaire Italiaanse sitcom L'amico del giaguaro. In 1967 stopte ze met acteren. Ze keerde nog eenmaal terug op het televisiescherm in 1978 naar aanleiding van het 50-jarig artiestenbestaan van Erminio Macario.
Del Frate overleed in 2015 op 83-jarige leeftijd.
- Bibliothèque nationale de France: cb13822941x (data)
- International Standard Name Identifier: 0000 0004 4890 3161
- MusicBrainz: 65a16f6d-2f5c-4be0-926e-f5bfc6b5a4ea
- Istituto Centrale per il Catalogo Unico: TO0V572872
- Virtual International Authority File: 233347487